# Зарічний (Смоленський район)
Зарі́чний (рос. Заречный) — селище у складі Смоленського району Алтайського краю, Росія. Входить до складу Ліньовської сільської ради.
Стара назва — Ферма 4-а совхоза Левенський.

## Населення
Населення — 193 особи (2010; 211 у 2002).
Національний склад (станом на 2002 рік):
- росіяни — 91 %